# علي مراد فراشبندي
علي مُراد فَراشْبَنْدي (1921 - 29 سبتمبر 1997) صحفي وكاتب ومؤرخ إيراني الذي اشتهر بسبب انتقاداته لبعض قرارات الحكومة الإيرانية وجدله مع الاستعمار البريطاني ودعمه للحركة الوطنية الإيرانية. 

## حياته وعمله
ولد عام 1921م/1341 هـ أو قيل 1916م/ 1335 هـ في بُرازْجان في محافظة بوشهر حالياً ونسبته لفراشبند. وفي مسقط رأسه، أتم تعليمه الابتدائي والاعدادي، والمتوسطة في مدرسة فَرُّخي. في سبتمبر 1939، أستخدم في دائرة الثقافة للموانئ الجنوبية وعين معلما في مدرسة بُرازْجان الابتدائية. نقل إلى دائرة الثقافية في شيراز عام 1945 وكما كان تدرس في شيراز، بدأ الكتابة الصحفية ونشر بعض مقالات. 

وفي عام 1952 أصدر جريدة قلم الأمة (بالفارسية: خامِه‌ی مِلّت؛ Khameh-ye Mellat) ودعم الحركة الوطنية. بعد انقلاب 1953 في إيران، اعتقل وحكم عليه بدفع غرامة 2000 ريال. وحوكم وسجن للمرة الثانية بعد أن وسع نشاطه الصحفي.
تقاعد في 1974 وبدأ يكتب عن التاريخ والجغرافيا لمنطقة مسقط رأسه، جنوب محافظة فارس. توفي يوم 29 سبتمبر 1997 في برازجان. 

## مؤلفاته
- تعرفوا على الإنجليز
- لمعرفة المستعمرون
- دكتور مُصَدِّق أو جورج واشنطن إيران
- تاريخ وجغرافيا بُرازْجان
- إيران وإيرانيون
- تاريخ وجغرافيا الموانئ الثلاثية
- تاريخ وجغرافيا دَشتي
- تعرفوا على الأمريكيون
- تعرفوا على الروس
- سجوني
- فترة الإزاحة
- يضمن الجيش استقلال البلاد
- لماذا أتعرض لنفسي؟
- لمحة من حياتنا الاجتماعية
- جغرافيا التاريخية لدشتستان
- حراس الخليج
- نظرة على ماضينا
- نبذة تاريخية عن سلالة القاجار
- تاريخ الوكالات الحكومية في بُرازجان
- تعرفوا أفضل على الإنجليز
- آل تنغستان
- جنوب إيران في صراعات معادية للاستعمار
- محمد (صلى الله عليه وسلم) ليس نبي السيف [4]